# Serge Landois
Serge Landois nacido el año 1961 en Valence, es un escultor francés. Vive y trabaja en Foncegrive.

## Datos biográficos
Estudió hasta 1984 en la escuela de Bellas Artes de Valence; posteriormente fue pensionista de la Villa Médici de Roma hasta 1984.
Posteriormente se instaló en Foncegrive, donde vive y trabaja.

## Obras
En apariencia abstractas, forjadas o dibujadas, sus esculturas a menudo incorporan elementos figurativos en movimiento y desafian las leyes del equilibrio. Pueden tener dos interpretaciones, religiosas y minimalista. Sus técnicas son: soldadura, oxicorte, forja, corte.
Sus esculturas han sido encargadas para la decoración de muchos edificios públicos. Particularmente, destacan de 1995, dos piezas para el Centro Nacional de la Función Pública Territorial de Saint-Martin-d'Hères (fr: - Isère); Tituladas Grande Epure y Petite Epure, ocupan un espacio exterior y otro interior respectivamente, y funcionan como una pareja de hermanos, muy parecidos en su forma pero de tamaños distintos.